# Ulster Defence Association

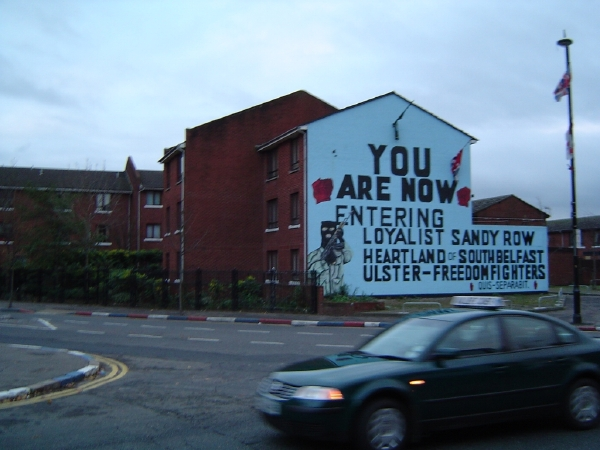
Pro-UFF-Mural am nördlichen Ende der Sandy Row in Belfast, Nordirland

Die Ulster Defence Association (UDA) ist eine protestantische, paramilitärische, kriminelle Untergrundbewegung in Nordirland und wurde im Jahre 1971 als Dachorganisation von loyalistischen Gruppierungen gegründet, darunter Vigilanten-Gruppen, aber auch gewaltbereite Straßenprotestler. Die UDA war lange Zeit legal, wurde aber im August 1991 als terroristische Organisation verboten. Ihre Mitglieder und Sympathisanten betrachten sich als Verteidiger der Unionisten in Nordirland gegen den Terror militanter republikanischer Kräfte. In der Realität jedoch galt die überwiegende Zahl der Angriffe unbeteiligten katholischen Zivilisten. Die EU führt die Organisation auf ihrer Liste der Terrororganisationen.

## Anschläge und Fehden
Ein großer Teil der Anschläge wurde im Namen von Tarnorganisationen verübt, hauptsächlich der Ulster Freedom Fighters (UFF) oder auch der Red Hand Defenders (RHD). Während gesichert ist, dass sich die UFF hauptsächlich aus Mitgliedern der Ulster Defence Association rekrutieren, ist die Zusammensetzung der Red Hand Defenders unklar. Man nimmt an, dass sich militante Kräfte sowohl aus der UDA, der Ulster Volunteer Force als auch der Loyalist Volunteer Force dieses Decknamens bedienen. Alle drei Gruppen distanzieren sich aber offiziell von den RHD.
Mutmaßungen katholischer Einwohner Nordirlands, es habe geheime Absprachen zwischen Aktivisten der UDA und der damaligen Polizei Nordirlands, der Royal Ulster Constabulary (RUC), gegeben, stellten sich im Nachhinein als zutreffend heraus.
Die UDA focht blutige Fehden mit der Ulster Volunteer Force aus, der anderen bedeutenden paramilitärischen Gruppe aus dem protestantischen Spektrum. Zu den Gründen für die Spannungen sollen unter anderem Rivalitäten um Einflussgebiete im Drogenhandel gehören, in die einige Mitglieder der UDA verwickelt waren.
Die UDA, mit ihren 2.000–3.000 Mitgliedern sogar größenmäßig mächtigste Terrorgruppe Nordirlands, war für mindestens 112 Morde seit ihrer Gründung verantwortlich, die Ulster Freedom Fighters für mindestens 147.
-->

## Waffenstillstand
Am 22. Februar 2003 kündigte die Führung der UDA die Einstellung aller Gewalthandlungen für ein Jahr an, wobei die Fortführung des Waffenstillstandes alle 3 Monate neu geprüft werden würde. Im August 2005 unterband die UDA – teilweise durch Drohungen und Brandanschläge auf Kioske – in ihrem Einflussbereich den Verkauf der irischen Wochenzeitung Sunday World, nachdem diese sich in einem Artikel über die Verluste eines Leitungsmitgliedes der Organisation beim Glücksspiel mokiert hatte. Dabei handelte es sich um Andre Shoukri, der zusammen mit seinem Bruder Ihab im Juni 2006 aus der UDA ausgeschlossen wurde.
Mit der Ulster Democratic Party (1989–2001) und ihren Vorläufern Ulster Loyalist Democratic Party (1981–1989) beziehungsweise New Ulster Political Research Group versuchte die UDA sich einen politischen Arm zu verschaffen, was weitgehend erfolglos blieb. Die nach der Auflösung der UDP gegründete Ulster Political Research Group fungiert im Wesentlichen als Beratungsgremium der UDA-Führung.
Am 11. November 2007 verkündete die UDA einen formellen Gewaltverzicht. Die endgültige Entwaffnung wurde im Januar des Jahres 2010 vollzogen und bekannt gegeben. Dies wurde durch den kanadischen General John de Chastelain, Vertreter des Independent International Commission on Decommissioning, verifiziert und bestätigt. Es wird allerdings davon ausgegangen, dass einzelne UDA Einheiten ihre Waffen nicht niedergelegt haben. Diese Gruppen, die besonders im Norden und Osten von Antrim zu finden sein sollen, haben einen lange schwelenden Konflikt mit der Führung der (Mehrheits-)UDA nicht beigelegt.
Im Januar 2012 erhob die nordirische Polizeiführung den Vorwurf, die UDA sei zusammen mit der UVF für die Eskalation der Gewalt bei loyalistischen Demonstrationen gegen den Beschluss des Belfaster Stadtrats, auf dem Rathaus nicht mehr permanent die britische Flagge zu hissen, verantwortlich.
Im Oktober 2015 veröffentlichte die UDA eine Erklärung, in der es heißt, dass sie noch immer existiere und nicht daran denke, sich aufzulösen. Sie erinnerte in einer Erklärung an ihren Ursprung aus Vigilante-Organisationen und gewaltbereiter Straßenprotestgruppe in den 1970er Jahren und erklärte, der Schutz der Gesellschaft sei noch immer ihr Anliegen. Die Erklärung nimmt dabei ausdrücklich Bezug auf die Regierungskrise in Nordirland und die laufende Untersuchung zu den Aktivitäten paramilitärischer Gruppen in Nordirland, die als Folge der Erklärung, dass die PIRA auch weiterhin existiere, initiiert wurde.